# Wioślarstwo na Letnich Igrzyskach Olimpijskich 1936 – dwójka ze sternikiem mężczyzn
Rywalizacja w dwójkach ze sternikiem mężczyzn w wioślarstwie na Letnich Igrzyskach Olimpijskich 1936 rozgrywana była w dniach 12 - 14 sierpnia 1936 na torze regatowym na jeziorze Langer See w Grünau.
Do rywalizacji przystąpiło 12 osad.

## Terminarz
| Data             | Godzina |          |
| ---------------- | ------- | -------- |
| 12 sierpnia 1936 | 15:00   | Runda 1  |
| 13 sierpnia 1936 | 16:00   | Repasaże |
| 14 sierpnia 1936 | 16:00   | Finały   |

## Format
W rundzie 1 rozegrano dwa wyścigi, z których zwycięskie osady awansowały do finału, pozostałe zaś do repasaży. Z dwóch wyścigów repasażowych dwie pierwsze osady z każdego wyścigu awansowały do finału pozostałe osady odpadały z rywalizacji.

## Wyniki

### Runda 1
Bieg 1
| Miejsce | Narodowość        | Zawodnik                                      | Czas   | Kwal |
| ------- | ----------------- | --------------------------------------------- | ------ | ---- |
| 1.      | III Rzesza        | Gerhard Gustmann Herbert Adamski Dieter Arend | 7:27,3 | Q    |
| 2.      | Włochy            | Almiro Bergamo Guido Santin Luciano Negrini   | 7:33,6 |      |
| 3.      | Węgry             | Károly Győry Tibor Mamusich László Molnár     | 7:36,5 |      |
| 4.      | Polska            | Jerzy Braun Janusz Ślązak Jerzy Skolimowski   | 7:53,9 |      |
| 5.      | Stany Zjednoczone | Tom Curran Joe Dougherty George Loveless      | 7:55,6 |      |
| 6.      | Brazylia          | Estevam Strata José Ramalho Decio Klettenberg | 8:13,7 |      |

Bieg 2
| Miejsce | Narodowość | Zawodnik                                        | Czas   | Kwal |
| ------- | ---------- | ----------------------------------------------- | ------ | ---- |
| 1.      | Francja    | Marceau Fourcade Georges Tapie Noël Vandernotte | 7:38,4 | Q    |
| 2.      | Dania      | Remond Larsen Carl Berner Aage Jensen           | 7:41,1 |      |
| 3.      | Szwajcaria | Georges Gschwind Hans Appenzeller Rolf Spring   | 7:48,7 |      |
| 4.      | Jugosławia | Ivo Fabris Elko Mrduljaš Pavao Ljubičić         | 7:53,3 |      |
| 5.      | Japonia    | Tsutomu Mitsudome Osamu Abe Taro Teshima        | 7:53,4 |      |
| 6.      | Holandia   | Karel Hardeman Ernst de Jonge Hans van Walsem   | 7:56,9 |      |

### Repasaże
Bieg 1
| Miejsce | Narodowość        | Zawodnik                                      | Czas   | Kwal |
| ------- | ----------------- | --------------------------------------------- | ------ | ---- |
| 1.      | Dania             | Remond Larsen Carl Berner Aage Jensen         | 8:51,1 | Q    |
| 2.      | Szwajcaria        | Georges Gschwind Hans Appenzeller Rolf Spring | 8:58,9 | Q    |
| 3.      | Holandia          | Karel Hardeman Ernst de Jonge Hans van Walsem | 9:03,1 |      |
| 4.      | Stany Zjednoczone | Tom Curran Joe Dougherty George Loveless      | 9:13,6 |      |
| 5.      | Brazylia          | Estevam Strata José Ramalho Decio Klettenberg | 9:32,3 |      |

Bieg 2
| Miejsce | Narodowość | Zawodnik                                    | Czas   | Kwal |
| ------- | ---------- | ------------------------------------------- | ------ | ---- |
| 1.      | Włochy     | Almiro Bergamo Guido Santin Luciano Negrini | 8:50,0 | Q    |
| 2.      | Jugosławia | Ivo Fabris Elko Mrduljaš Pavao Ljubičić     | 8:53,8 | Q    |
| 3.      | Polska     | Jerzy Braun Janusz Ślązak Jerzy Skolimowski | 8:56,2 |      |
| 4.      | Japonia    | Tsutomu Mitsudome Osamu Abe Taro Teshima    | 9:06,3 |      |

### Finał
| Miejsce | Narodowość | Zawodnik                                        | Czas   |
| ------- | ---------- | ----------------------------------------------- | ------ |
| złoto   | III Rzesza | Gerhard Gustmann Herbert Adamski Dieter Arend   | 8:36,9 |
| srebro  | Włochy     | Almiro Bergamo Guido Santin Luciano Negrini     | 8:49,7 |
| brąz    | Francja    | Marceau Fourcade Georges Tapie Noël Vandernotte | 8:54,0 |
| 4.      | Dania      | Remond Larsen Carl Berner Aage Jensen           | 8:55,8 |
| 5.      | Szwajcaria | Georges Gschwind Hans Appenzeller Rolf Spring   | 9:10,9 |
| 6.      | Jugosławia | Ivo Fabris Elko Mrduljaš Pavao Ljubičić         | 9:19,4 |